# Taça Ary Ribeiro Valadão Filho de Futebol
A Taça Ary Ribeiro Valadão Filho de Futebol foi uma competição amistosa de futebol disputada na cidade de Goiânia em 1979 e 1982.

## Títulos

### Por equipe
|  | Campeões da competição. |

| Clube                       | Títulos         | Vices       |
| --------------------------- | --------------- | ----------- |
| Flamengo                    | 2 (1979 e 1982) | 0           |
| Combinado de Sul-Americanos | 1 (1979-II)     | 0           |
| Vila Nova                   | 0               | 1 (1979)    |
| Atlético Goianiense         | 0               | 1 (1979-II) |
| Goiás                       | 0               | 1 (1982)    |